# 吉村和紘
吉村 和紘（よしむら かずひろ、1983年7月21日 - ）は日本の男性声優、俳優、ナレーター、音響監督。京都府出身。京都大学工学部卒業。血液型はO型。キャロットハウス所属。

## 経歴・人物
- 以前はトリトリオフィス、マック・ミック[1]に所属していた。
- 2.5次元舞台への出演もしており、舞台『Collar×Malice』シリーズでは自身が声優を務めた峰岸誠司役で出演をしている。

## 出演
太字はメインキャラクター。

### テレビアニメ
- 休日のわるものさん（2024年、スタッフ）

### 劇場アニメ
- 劇場版 Collar×Malice -deep cover-（2023年、峰岸誠司） - 前後編[一覧 1]

### OVA
- ComicsDeluxe『大人になっても』（白岩先生）

### ゲーム
- 『泡沫のユークロニア』（潮路[2]）
- 『泡沫のユークロニア -trail-』（潮路）
- 『裏語 薄桜鬼〜暁の調べ〜』（三条実美、虎太郎）
- 「オランピアソワレ」
- 『Collar×Malice』（峰岸誠司[3]）
- 『Collar×Malice -Unlimited-』（峰岸誠司）
- 「Collar×Malice for Nintendo Switch」（峰岸誠司）
- 『君は雪間に希う』
- 『真紅の焔 真田忍法帳』（豊臣秀頼[4]）
- 『真紅の焔 真田忍法帳 for Nintendo Switch』（豊臣秀頼[5]）
- 『CLOCK ZERO 〜終焉の一秒〜 ExTime』（西園寺陸）
- 『幻奏喫茶アンシャンテ』（クーレイ族テンちゃん）
- 『Code:Realize 〜創世の姫君〜』（解説者）
- 『Code:Realize 〜祝福の未来〜』（トリスメギストス）
- 『Code:Realize 〜彩虹の花束〜』（トリスメギストス）
- 『Code:Realize 〜白銀の奇跡〜』（トリスメギストス）
- 『Code：Realize ～白銀の奇跡～ for Nintendo Switch』（トリスメギストス）
- 『水夏弐律』（上代蒼司、阿藤洋）
- 『Side Kicks!』（マキ[6]）
- 『Side Kicks! beyond』（マキ）
- 『Cendrillon palikA』
- 『sweet pool』（男子生徒A、バー店員）
- 『テリア・サーガ』（ランバージャック、リト、ブレック）
- 『天空のクラフトフリート』（ラインハルト）
- 『even if TEMPEST 連なるときの暁』（トーマス[7]）
- 『even if TEMPEST 宵闇にかく語りき魔女』（トーマス）
- 『ナイツクロニクル』（アモン）
- 『9 R.I.P.』（戸田和真）
- 『9 R.I.P. sequel』（戸田和真）
- 『薄桜鬼 真改 風ノ章』
- 『薄桜鬼 真改 銀星ノ抄』
- 『薄桜鬼 真改 天雲ノ章』
- 『薄桜鬼 真改 華ノ章』
- 『薄桜鬼 真改 月影ノ章』
- 『薄桜鬼 真改 風華伝』
- 『薄桜鬼 真改 黎明録』
- 『薄桜鬼 黎明録 思馳せ空』
- 『薄桜鬼 遊戯録 隊士達の大宴会』
- 『薄桜鬼 遊戯録 隊士達の大宴会 for Nintendo Switch』
- 『BUSTAFELLOWS』（ペペ[8]、カイル・ミラー）
- 『BUSTAFELLOWS Season2』（ペペ[9]、カイル・ミラー）
- 『花朧 〜戦国伝乱奇〜』（安倍晴明、黒田孝高）
- 『VARIABLE BARRICADE』（クロード）
- 『VARIABLE BARRICADE NS』(クロード)
- 『遙かなる時空の中で7』
- 『PANDORA 君の名前を僕は知る』（ロニー）
- 『百華夜光』
- 『ビルシャナ戦姫 〜一樹の風〜』
- 『ファイト一発! 充電ちゃん!!cc』
- 『PRIUS ONLINE』
- 『ぼくたちのプロマネ！』（片山学）
- 『猛獣使いと王子様 〜Flower&Snow〜』
- 『猛獣たちとお姫様』
- 『猛獣たちとお姫様 ～in blossom～』
- 『猛獣たちとお姫様 for Nintendo Switch』
- 『燃えよ！乙女道士 〜華遊恋語〜』（セイセツ[10]）
- 『ゆのはなSpRING!』（武上光）
- 『ゆのはなSpRING! 〜Cherishing Time〜』
- 『ラディアンテイル』（アレスト[11]）
- 『ラディアンテイル 〜ファンファーレ！〜』（アレスト[12]）
- 『LoverPretend』（マネージャー）
- 『龍が如く7 外伝 名を消した男』
- 『レッドベルの慟哭』（オレアンダー・レンウィック）
- 『錬神のアストラル』（エスコット）
- 『レンドフルール』

### ドラマCD
- ナナツハナ 中篇
- Code：Realize ～白銀の奇跡～ ドラマCD Haunted House Adventure
- CLOCK ZERO 〜終焉の一秒〜 Grace note Vol.2（西園寺陸[13]）
- 飛び出せ報道部 外伝 五月の花嫁（上代蒼司）
- 薄桜鬼 真改〜大江戸邂逅録〜（浪士）
- 遙かなる時空の中で3〜花の名残〜上巻（平家の武将）
- 遙かなる時空の中で3〜花の名残〜中巻（平家の武将）

### 映画
- 『初恋 夏の記憶』（大学生カップル）
- 『カクトウ便-VS謎の恐怖集団人肉宴会-』（アイドルオタク）
- 『子猫の涙』（引退試合の観客ほか）

### 舞台
- Vie Durantシリーズ 『LR』（リカルド/R）
- 遙かなり我が祖国 （三沢一等兵）
- 新撰組『MIBURO－壬生狼－』（土方歳三）
- 劇団軌跡 vol.10『time letter〜春がきたら〜』（南 太一）
- おしばい軍団もずくぁんず＆プラン・アクトゥール合同プロデュース『HAPPY VALENTINE』内「八月のシャハラザード」（あらた）
- 世界名作劇場『ロミオの青い空〜もうひとつの空〜』（ロミオ）
- PekopoN企画『さいれんないと』（寺田尚正）
- 新書館朗読『このアクマめ！』
- 四谷於岩稲荷田宮神社勧進奉納舞台 なぞらえ屋〜不思議底七歌〜（白の女王）- 山本恭平（劇団M.M.C）とのダブルキャスト
- 劇団宇宙キャンパス『102号室の住人たち』（マシロ）
- 劇団軌跡『ラスト・ステージ』（直人）
- Pekopon企画『バンクバンレッスン』（西城）
- 劇団軌跡『Fantastic Xmas』（サトシ）
- 劇団宇宙キャンパス『つきあたりを見上げれば…』（ハイジ）
- MarmoPets『男郎華』(健亥)
- 劇団居酒屋ベースボール『狐雨の花嫁』（ハクビ）
- 劇団宇宙キャンパスextra『草莽崛起』（高杉晋作）
- V-NET『GK最強リーグ戦2015』（馬越秀人）
- ラビット番長『ギンノキオクFINAL』（更井）
- 『THE STAGE ラッキードッグ１ first luck』（デイヴィッド・オーウェン）
- 舞台『Collar×Malice -岡崎契編-』 (峰岸誠司[14])
- 舞台『Collar×Malice -榎本峰雄編＆笹塚尊編-』 (峰岸誠司[15])
- 舞台『Collar×Malice -白石景之編-』 (峰岸誠司）
- 舞台『Collar×Malice -柳愛時編-』 (峰岸誠司）

### ナレーション
- 「リガーレヴィア葛飾」TVCM
- TOKYO MX TV「金色のコルダ」に夢中！～音楽の祝福を～ 番組ナレーション
- 「真・三國無双」PV
- 「クレンジングシャワーMIGAMI」PV
- 「A.W EXTREME MASTERS Pro Invitational」PV
- 「Fate/Grand Order Arcade」（初心者ガイド）
- 「オトメイトセレクション」PV
- 少年ジャンプ+『地獄楽』コミックス第５巻発売公式PV
- 「ヨコハマ鉄道模型フェスタ2019」
- 「リニア中央新幹線」工事計画 工法動画
- 日清オイリオ「Oliva d’ OilliO エキストラバージンオリーブオイルギフト」Webムービー
- ANA「機内コンテンツ(ゴルフ)」
- 株式会社 不二越　商品紹介
- パチスロ「ディスクアップ」
- 「薄桜鬼シリーズ 十周年記念展 薄桜鬼 ～士魂語り～」TVCM
- アスキーメディアワークス
- うめきた鉄道模型フェスタ2018 in グランフロント大阪
- 電撃コミックス
- 第54回静岡ホビーショー
- シルフコミックス（BROTHERS CONFLICT）
- ゼンショーグループ
- DALEN株式会社【ecoCloud公式ビデオ】
- bayfm
- デジタルハリウッド大学大学院
- 東武博物館
- ハイパースムーズ東京
- 横浜市電保存館
- ヨコハマ鉄道模型フェスタ2011
- ヨコハマ鉄道模型フェスタ2012
- ヨコハマ鉄道模型フェスタ2013
- ヨコハマ鉄道模型フェスタ2015
- ヨコハマ鉄道模型フェスタ2017
- ヨコハマ鉄道模型フェスタ2018
- ベストプランニング
- CYCLEMODE international 2011
- レコライド『星屑のmp3』PV
- 駿府城坤櫓今昔スコープ
- HO鉄道模型工作 塗装にチャレンジ!『入門編』

### webコンテンツ
- BLスキップ『キスのおねだん！～社畜リーマンとパパ活男子～』 （前田与）
- PRINCE of MONSTERS～魔界塔からの脱出～（バーティ[16]）
- 集英社クッキー「僕の家においで Wedding」（津田）
- Fan+『歴メン・土方歳三』（近藤勇）
- VOMIC++『キングダム』（信）
- ムービー『ヒミツのアイちゃん』（天野玲欧）
- Vie Durantシリーズ『LR』着ボイス（リカルド/R）
- MC『be-Viesカフェ』
- MC『天栂学院高等部通信』

### TVCM
- ちば悪質商法シャットアウト（宅配業者）
- 駿府城坤櫓今昔スコープ（ナレーション）

### その他
- オトメイトファンイベント『Dessert de Otomate 2025[17]』
- オトメイトファンイベント『Dessert de Otomate 2021[18]』
- 高橋広樹 15th Memorial Tour 『It is time!』（アシスタント）
- 大仁田厚 with:KIxxANDCRY『元気ですか！』（コーラス）
- 千葉県悪徳商法撲滅キャンペーンポスター

## 音響監督
- 9 R.I.P（Nintendo Switch）
- 泡沫のユークロニア（Nintendo Switch）
- ミストニアの翅望 -The Lost Delight-（Nintendo Switch）
- MiSide -ミサイド-（Steam 日本語版音声ディレクション）
- 泡沫のユークロニア -trail-（Nintendo Switch）
- レッドベルの慟哭（Nintendo Switch）

### シリーズ一覧
1. ↑  『前編』（2023年）、『後編』（2023年）